# Zoológico de Toronto
El Zoológico de Toronto (del inglés: Toronto Zoo) es un jardín zoológico localizado en el distrito de Scarborough en Toronto, Canadá. Fue inaugurado el 15 de agosto de 1974 como Zoológico Metropolitano de Toronto y es una propiedad de la ciudad de Toronto y administrada por ella, por lo que opera como empresa pública; la palabra "Metropolitano" fue retirada del nombre cuando las ciudades de la Municipalidad de la Región Metropolitana de Toronto fueron reunidas para formar la ciudad de Toronto. El zoológico está localizado próximo al río Rouge en la parte noroeste de la ciudad.